# ホットガールズ・ウォンテッド
『ホットガールズ・ウォンテッド』（Hot Girls Wanted）は、ジル・バウアーとロナ・グラドゥスが監督した、2015年のアメリカ合衆国のドキュメンタリー映画。 この映画は、18歳と19歳のポルノ女優数人の生活に焦点をあてている。この映画は2015年のサンダンス映画祭で初上映され、2015年5月29日にNetflixで公開された。

## 続編
- ホットガールズ・ウォンテッド: オンライン・ラブ